# Вальядолид (баскетбольный клуб)
«Вальядолид» — испанский профессиональный баскетбольный клуб из города Вальядолид, выступавший в высшем дивизионе чемпионата Испании. В 2015 году клуб прекратил своё существование из-за финансовых проблем.

## История
Клуб основан 31 августа 1976 года на основе клуба «Кастилия». Начал своё выступление с участия в высшем дивизионе испанского чемпионата — национальной лиге, однако в первом же сезоне вылетел в низшую лигу (Сегунду), где провёл два сезона (в 1978 году лига сменила название на Примера B). Завоевав в сезоне 1978/79 первое место, клуб квалифицировался в высший дивизион, где непрерывно играл до 2008 года. В сезоне 2007/08 занял 17 место и вылетел в лигу LEB, однако уже на следующий сезон занял в ней первое место и вернулся в сильнейший дивизион.
Является крепким середняком высшей испанской лиги, несколько раз представлял Испанию во второстепенных европейских турнирах (Кубок Корача). Крупнейшего успеха в Кубке Корача добился в сезоне 1991/1992, когда вышел в полуфинал, уступив будущему победителю римскому «Мессаджеро». Дважды (в 1980 и 1982) выходил в четвертьфинал этого турнира.